# Palazzo in viale Gramsci n.22
Il Palazzo in viale Gramsci 22 è un edificio di valore storico e architettonico di Napoli, situato nell'omonima strada nel quartiere Chiaia.
Il palazzo, eretto nell'ultimo quarto del XIX secolo e composto da sei piani (un ammezzato, quattro superiori e un ultimo aggiunto successivamente), si distingue per la sua facciata neo-barocca riccamente decorata. Nella parte centrale della facciata vi sono delle coppie di telamoni, quattro nei primi due piani e due al terzo, che sorreggono scenograficamente le balconate delle finestre. Ai due lati vi sono dei pannelli in stucco su fondo giallo, rappresentanti gruppi di puttini svolazzanti e giocosi, che nei quattro piani superiori occupano i riquadri della facciata lasciati liberi dai fascioni verticali dei balconi e dagli stessi telamoni. Nel prospetto laterale i balconi sono singoli, e non raggruppati a tre come nel principale, e tra una finestra e l'altra, sempre nei quattro piani superiori, vi sono gli stessi pannelli in stucco raffiguranti i medesimi gruppi di puttini.
Altra particolarità di quest'edificio è la scala aperta dalle due arcate a tutto sesto per livello dalla palese ispirazione settecentesca che occupa il lato destro del cortile a pianta rettangolare.
Al giorno d'oggi il palazzo è un benestante condominio con abitazioni private e uffici.